# Tubigon
Tubigon (Bayan ng Tubigon) är en kommun i Filippinerna. Kommunen tillhör provinsen Bohol och ligger på ön med samma namn. Folkmängden uppgår till 40 385 invånare.

## Bildgalleri

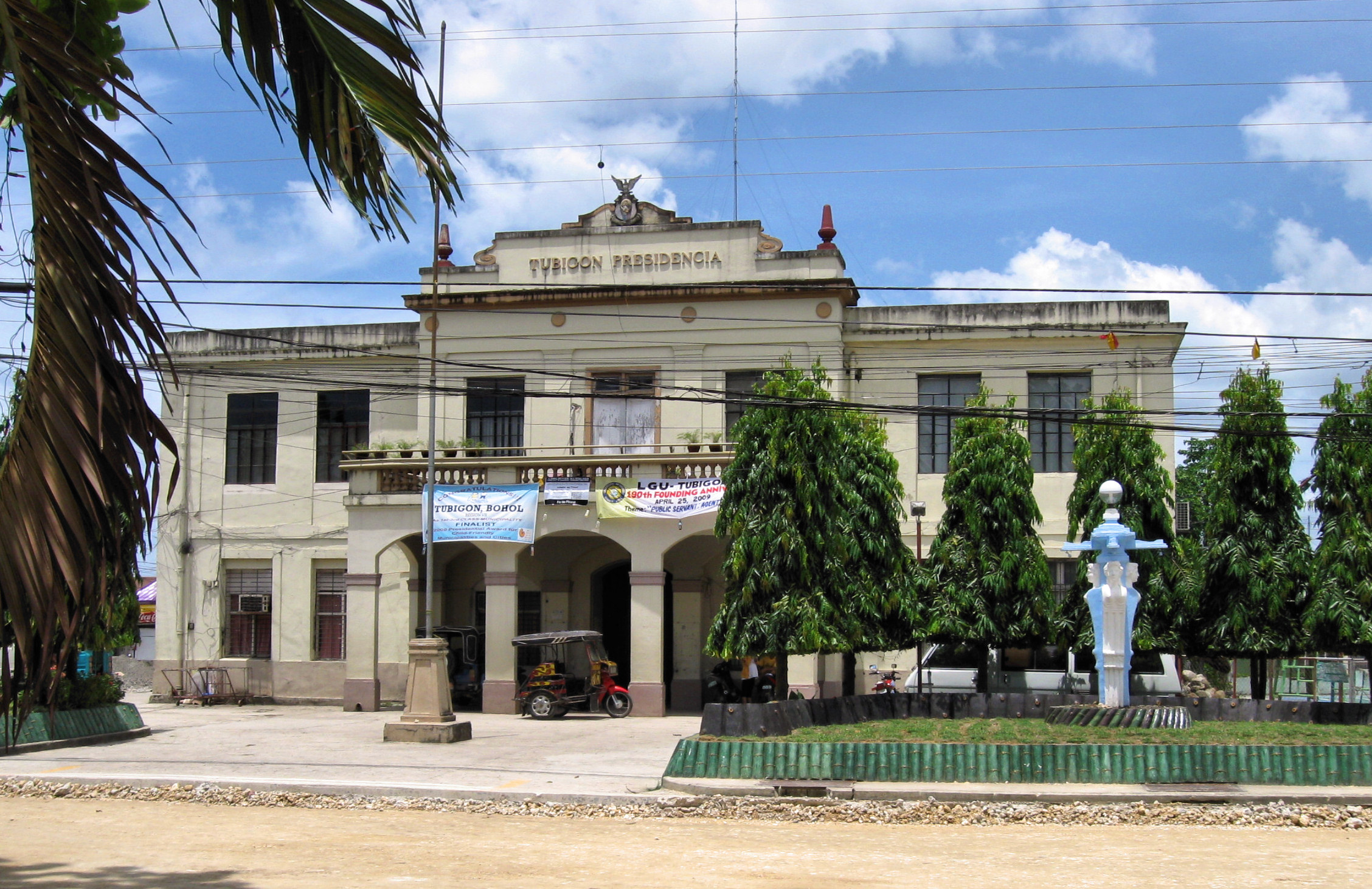
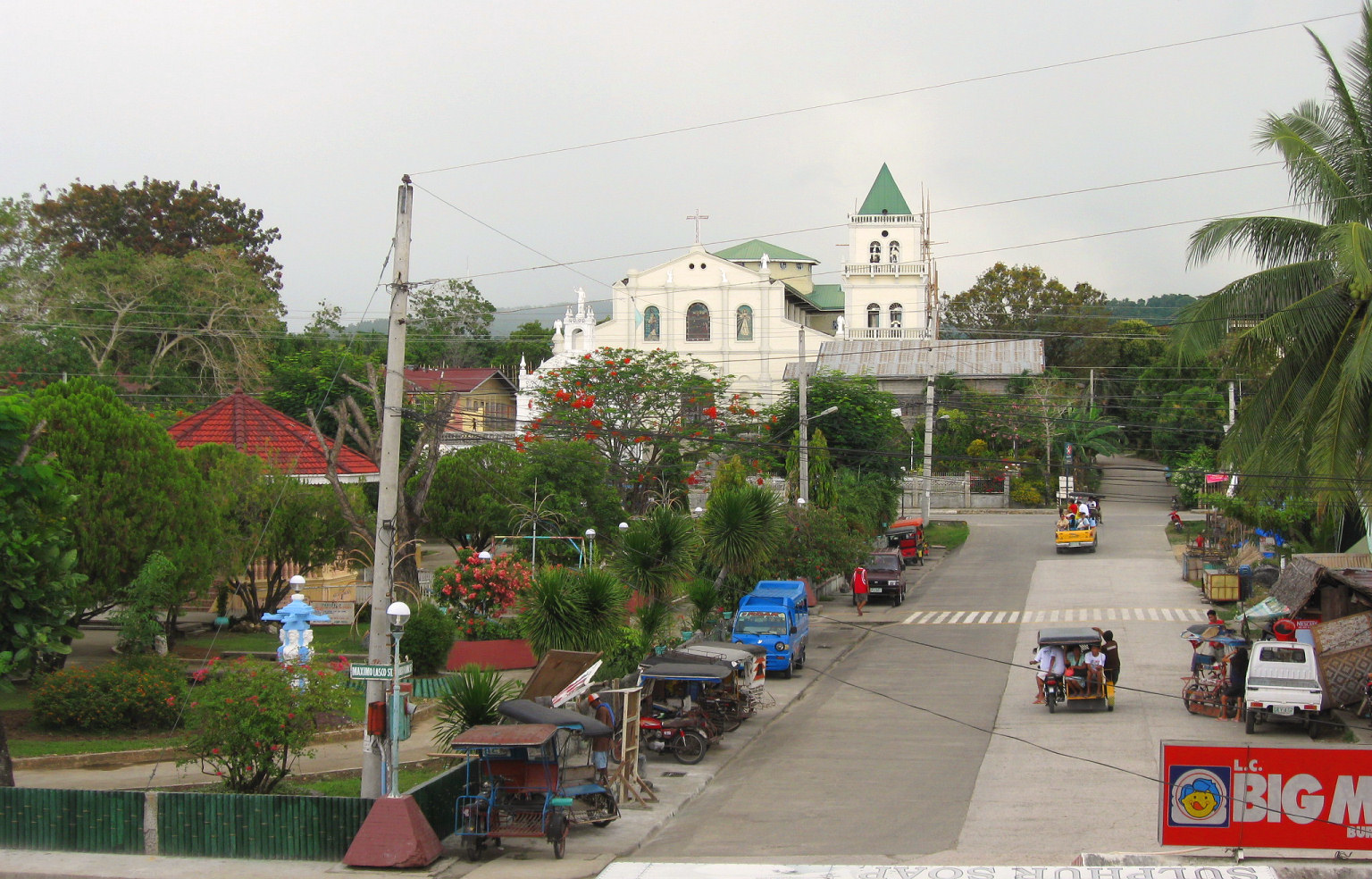
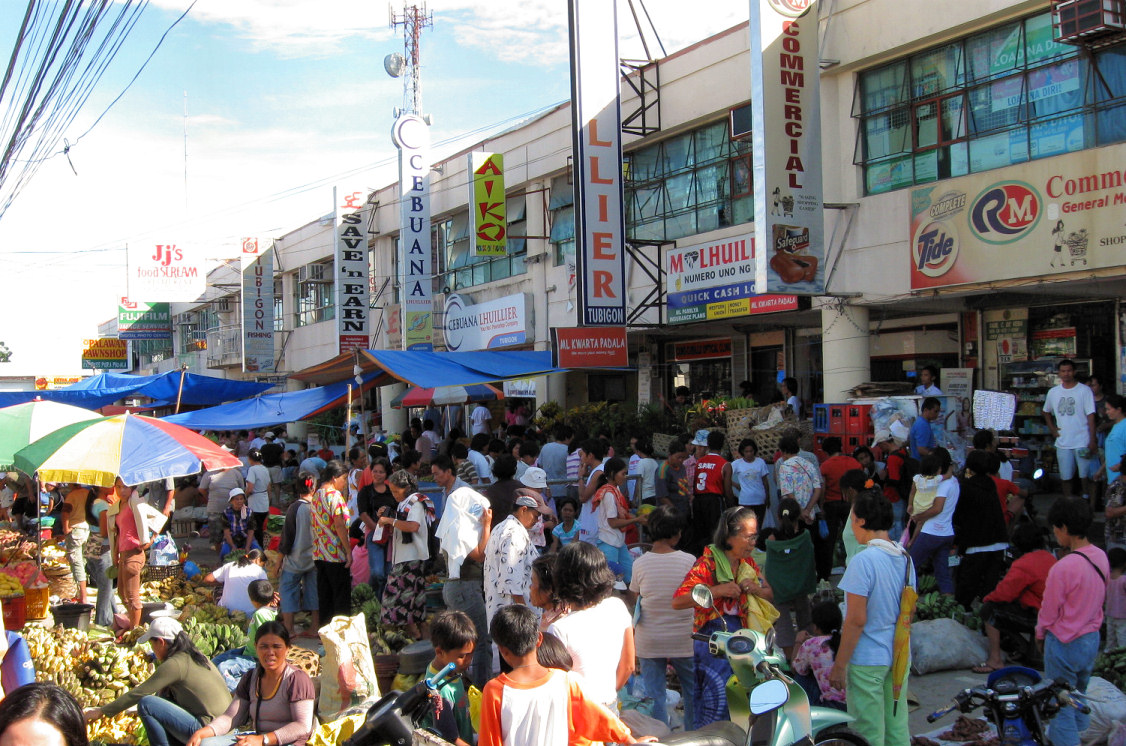
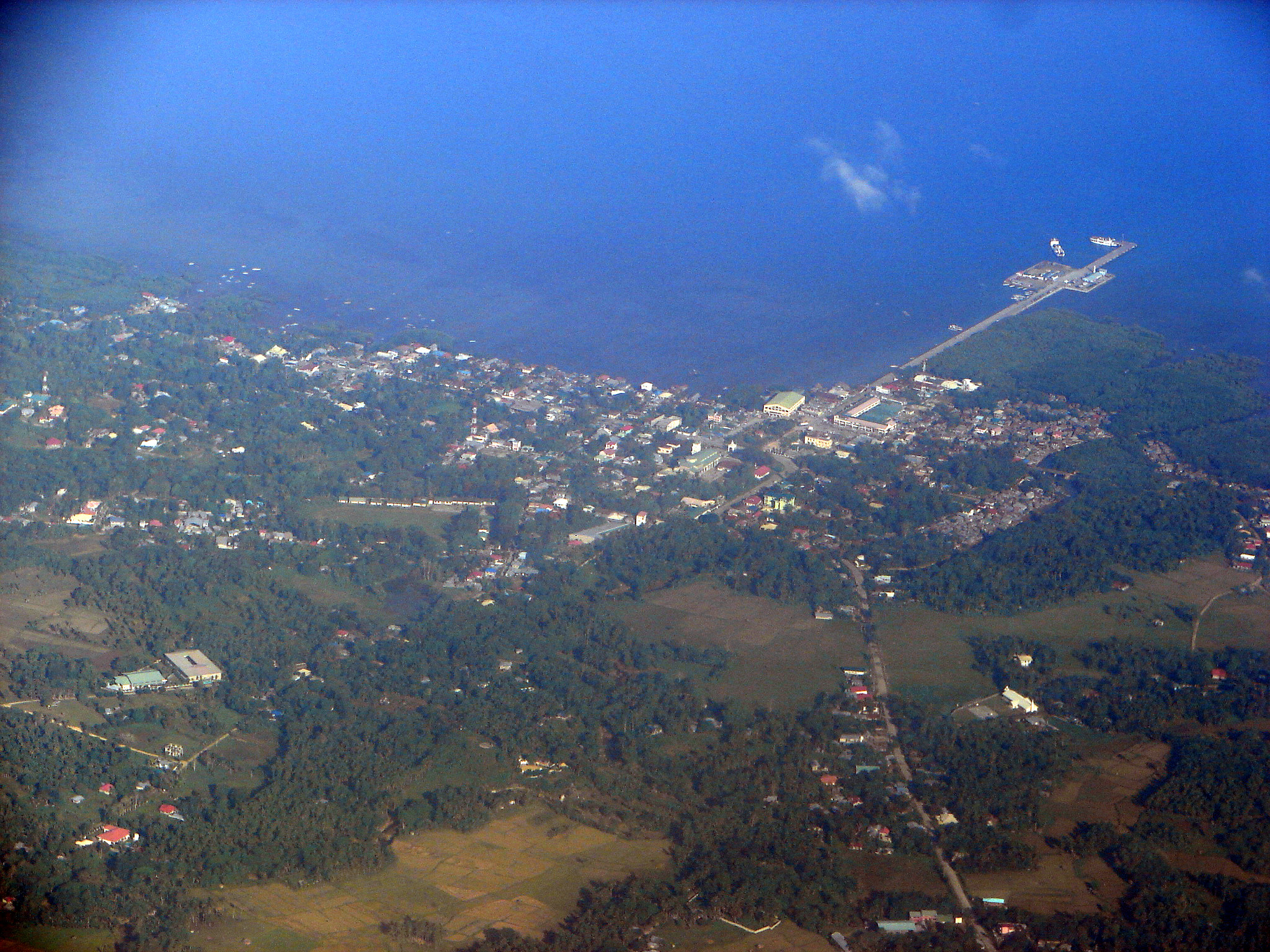

## Barangayer
Tubigon är indelat i 34 barangayer.
| - Bagongbanwa - Bunacan - Banlasan - Batasan (Batasan Island) - Bilangbilangan - Bosongon - Buenos Aires - Cabulihan - Cahayag - Cawayanan - Centro (Pob.) - Genonocan | - Guiwanon - Ilihan Norte - Ilihan Sur - Libertad - Maca-as - Mocaboc Island - Matabao - Panadtaran - Panaytayon - Pandan - Pangapasan - Pinayagan Norte | - Pinayagan Sur - Pooc Occidental (Pob.) - Pooc Oriental (Pob.) - Potohan - Talenceras - Tan-awan - Tinangnan - Ubay Island - Ubojan - Villanueva |